# Philippe Gaultier de La Ferrière
Le R.P. Philippe Gaultier de La Ferrière, né le 26 mai 1688 à Loches - et mort le 13 décembre 1760), est un religieux français.

## Biographie
Fils de Luc-Étienne Gaultier de La Ferrière, président du grenier à sel de Loches et officier de la duchesse d'Orléans, et petit-fils du médecin Louis Bretonneau de la Bissonaye, il est le frère de Marguerite Gaultier de La Ferrière, supérieur de l'Hôtel-Dieu.
Il suit ses études à Loches sous les barnabites, puis prend la décision de rejoindre leur congégration.
Après avoir rempli, avec distinction, que son supérieur lui confia, Gaultier de La Ferrière est envoyé à Paris. Il s'y consacre à l'emploi de directeur des consciences, où il obtient une très grande réputation.
Il sera également visiteur général de l'ordre des Barnabites.

## Ouvrages
- Essai sur la perfection chrétienne (Paris - 1748, 1758)